# 1972 год в литературе

## События
- Мишель Турнье становится членом Гонкуровской академии.

## Премии

### Международные
- Нобелевская премия по литературе — Генрих Бёлль, «За творчество, в котором сочетается широкий охват действительности с высоким искусством создания характеров и которое стало весомым вкладом в возрождение немецкой литературы».

### Израиль
- Государственная премия Израиля за литературу на иврите — Иохевед Бат-Мирьям.

### Великобритания
- Букеровская премия — Джон Бергер, «G.»

### СССР
- Ленинская премия в области литературы:
  - Иван Мележ, за романы «Люди на болоте» и «Дыхание грозы»;
  - Мариэтта Шагинян, за книги о В. И. Ленине;
  - Агния Барто, за книгу стихов «За цветами в зимний лес»
- Государственная премия СССР в области литературы:
  - Рамз Бабаджан, за поэму «Живая вода»;
  - Мустай Карим, за сборник лирических стихов «Годам вослед»
- Премия имени М. Горького:
  - Михаил Дудин, за книгу стихов «Время»;
  - Яков Ухсай, за книгу стихов «Звезда моего детства»;
  - Алексей Югов, за дилогию «Страшный суд»

### США
- Пулитцеровская премия за лучшую драму — не вручалась.
- Пулитцеровская премия за художественную книгу —  Уоллес Стегнер, «Ангел покоя».
- Пулитцеровская премия за поэзию —  Джеймс Райт, избранные стихотворения.

### Франция
- Гонкуровская премия — Жан Каррьер, роман «Ястреб из Маё» (фр. L'Epervier de Maheux).
- Премия Ренодо — Кристофер Франк, «Американская ночь» (фр. La Nuit américaine).
- Премия Фемина — Роже Гренье, «Кинороман».
- Премия Медичи — Моис Клавель, «Le Tiers des étoiles».
  - Премия Медичи за лучшее зарубежное произведение — Северо Сардуй, «Кобра» (фр. Cobra).
- Премия Фенеона — Анри Рейтер.

## Книги

### Романы
- «Вальс на прощание» (чеш. Valčík na rozloučenou) — роман Милана Кундеры.
- «Дьявольский коктейль» (англ. Smokescreen) — роман Дика Френсиса.
- «Когда ХАРЛИ исполнился год» (англ. When HARLIE Was One) — роман Дэвида Герролда.
- «Корабельный холм» (англ. Watership Down) — роман-сказкаРичарда Адамса.
- «Книга черепов» (англ. The Book of Skulls) — роман Роберта Силверберга.
- «Мальвиль» (фр. Malevil) — роман Робера Мерля.
- «Марфа-посадница» — роман Дмитрия Балашова.
- «Настанет время» (англ.  There Will Be Time) — роман Пола Андерсона.
- «Первая кровь» (англ. First Blood)  — роман Дэвида Моррелла.
- «Перед зеркалом»  — роман в письмах писателя Вениамина Каверина.
- «Сами боги»(англ. The Gods Themselves) —  роман Айзека Азимова.
- «Слоны умеют помнить» (англ. Elephants Can Remember) — роман Агаты Кристи.
- «Степфордские жёны» (англ. The Stepford Wives) — роман Айры Левина.
- «Таис Афинская» — роман Ивана Ефремова.
- «Что сказал покойник» (пол. Całe zdanie nieboszczyka) — роман Иоанны Хмелевской.

### Повести
- «В поисках жанра» — повесть Василия Аксёнова.
- «Двадцать дней без войны» — повесть Константина Симонова
- «Мой дедушка — памятник» — повесть Василия Аксёнова.
- «Пикник на обочине» — повесть братьев Стругацких.

### Малая проза
- «Зеркальное отражение» (англ. Mirror image) — рассказ Айзека Азимова.
- «Трусаки» — рассказ Владимира Орлова.

### Пьесы
- «В этом милом старом доме» (или «Некоторые огорчения» — пьеса Алексея Арбузова.
- «Моё загляденье» — пьеса Алексея Арбузова.

### Поэзия
- «Авось» — поэма Андрея Вознесенского.
- «Осторожно, двери закрываются» (норв. Pass for dørene — dørene lukkes) — сборник стихов Ролфа Якобсена.

### Литературоведение
- «Атлантида рядом с тобой. Критика, полемика, размышления» — книга Сергея Наровчатова.
- «„Тихий Дон“ сражается» — монография Константина Приймы.

## Родились
- 21 апреля — Сергей Сергеевич Арутюнов, российский поэт.
- 14 мая — Татьяна Валерьевна Снежина, русская поэтесса, певица и композитор.
- 21 мая — Леонид Александрович Каганов, российский писатель-фантаст, сценарист, юморист, телеведущий.
- 13 сентября — Вероника Владимировна Шелленберг, российская поэтесса, член Союза российских писателей.
- 27 декабря — Неринга Абрутите (Neringa Abrutytė), литовская поэтесса и переводчица.

## Умерли
- 28 января — Борис Константинович Зайцев, русский писатель (родился в 1881).
- 15 февраля — Эдгар Сноу, американский журналист и публицист (родился в 1905).
- 1 марта –  Онерва Л., финская писательница и поэтесса.
- 11 марта — Фредерик Браун, американский писатель-фантаст (родился в 1906).
- 23 июля — Суад Дервиш, турецкая журналистка, писательница и политическая активистка (родилась в 1904 или 1905).
- 24 августа — Люсьен Ребате, французский писатель, журналист и интеллектуал (родился в 1903).
- 20 сентября — Пьер-Анри Симон, французский писатель, поэт, эссеист, драматург, литературный критик (родился в 1903).
- 28 сентября —  Эрих Пшивара, немецкий духовный писатель (родился в 1889).
- 5 октября — Иван Антонович Ефремов, советский писатель-фантаст, учёный (родился в 1908).
- 1 ноября — Эзра Лумис Паунд, американский поэт (родился в 1885).
- 28 декабря — Йон Миранде, баскский писатель и переводчик (родился в 1925).